# Lustrochernes nitidus
Lustrochernes nitidus är en spindeldjursart som först beskrevs av Edvard Ellingsen 1902.  Lustrochernes nitidus ingår i släktet Lustrochernes och familjen blindklokrypare. Inga underarter finns listade i Catalogue of Life.